# اندیس نوشا ۱
نوشا ۱ یک اندیس غیرفلزی است که در حوالی شهر رامسر استان قزوین قرار دارد و مادهٔ معدنی موجود در آن، باریت است.  